# Do That to Me One More Time
"Do That to Me One More Time" là một bài hát của ban nhạc Captain & Tennille, do Toni Tennille sáng tác. Bài hát này là bài hát thứ 13 của ban nhạc này lọt vào bảng xếp hạng âm nhạc Mỹ, và là bài hát thứ hai của nhóm đứng đầu bảng Billboard's Hot 100. Bài hát đã được đưa vào trong album năm 1979 Make Your Move. Bài hát có đoạn solo Lyricon của nghệ sĩ saxophone Tom Scott, dù Captain giả vờ thực hiện nó trên một máy thu trong các video quảng cáo. Mặc dù phiên bản chỉnh sửa của bài hát đã được phát hành như một đĩa đơn, nhưng một phiên bản khác đã được sử dụng cho nhiều buổi biểu diễn truyền hình của họ nhằm quảng bá cho bài hát. Phiên bản quảng bá này có một kết thúc tự nhiên, trái ngược với kết thúc tiếng nhỏ dần rối tắt của single và phiên bản trong album. Phiên bản này chủ yếu được Tennille hát nhép trên các chương trình truyền hình đó.

## Bảng xếp hạng
| Bảng xếp hạng (1980)              | Vị trí cao nhất |
| --------------------------------- | --------------- |
| U.S. Billboard Hot 100            | 1               |
| U.S. Billboard Adult Contemporary | 4               |
| U.S. Billboard Hot Soul Singles   | 58              |
| UK Singles Chart                  | 7               |
| New Zealand Singles Chart         | 5               |
| Dutch Top 40                      | 2               |

### Xếp hạng cuối năm
| Bảng xếp hạng (1980) | Vị trí cao nhất |
| -------------------- | --------------- |
| US Billboard Hot 100 | 5               |

## Phiên bản cover
Ban nhạc Tonfallet thu âm lại bài hát bằng tiếng Thụy Điển (với tên "En Gång Till"). Ca sĩ eurodance Hà Lan Amber hát lại "Do That to Me One More Time" trong phiên bản tái phát hành vào năm 2001 của album Amber. Ca sĩ soul Miki Howard cover "Do That to Me One More Time" trong album cover Pillow Talk vào năm 2006. Ca sĩ Argentina Marcela Morelo thu âm phiên bản tiếng Tây Ban Nha trong album Otro plan (2010). Đoạn điệp khúc của bài hát được sử dụng lại bởi Dr. Luke và Cirkut cho bài hát "Locked Away" của R. City hát chung với Adam Levine.